# Kentaro Gunji
Kentaro Gunji (født 6. juli 1992) er en japansk fodboldspiller.
Han har spillet for flere forskellige klubber i sin karriere, herunder YSCC Yokohama.